# Out of Nowhere (Vinnie Moore)
Out of Nowhere è il quarto album studio del chitarrista statunitense Vinnie Moore, pubblicato nel 1996, sotto contratto con la Mayhem Records.

## Tracce
1. With the Flow (3:45)
2. Losing Faith (4:09)
3. Echoes (4:09)
4. Thunderball (3:29)
5. From Now On (3:47)
6. Time Traveler (4:13)
7. VinMan's Brew (4:20)
8. She's Only Sleeping (3:47)
9. Am I Only Dreaming? (Moore, Brian Tichy) (4:01)
10. 770 Days (3:44)
11. Move That Thang!' (3:56)
12. Winter Sun (1:55)

## Formazione
- Vinnie Moore – chitarra, produzione
- Paul Hammingson – co-produzione
- Brian Tichy – batteria
- Dorian Heartsong – basso